# Liste des lacs de l'Ontario: A
Voici une liste des lacs de l'Ontario.

## A-Ab
- Lac A
- Lac Aaron (District Témiskaming)
- Lac Aaron (District de Kenora)
- Lac Abamasagi
- Lac Abamategwia
- Lac Abams
- Lac Abate
- Lac Abazotikichuan
- Lac Abbe
- Lac Abbess
- Lac Abbey
- Lac Abbie
- Lac Abbotsford
- Lac Abbott (District de Sudbury)
- Lac Abbott (District de Kenora )
- Lac Abbott (Comté de Frontenac)
- Lac Abbott (District de Rainy River)
- Lac Abelson
- Lac Aber
- Lac Abernethy
- Lac Abes
- Lac Abie
- Lac Abigogami
- Lac Abimatinu
- Lac Abinette
- Lac Abitibi
- Lac Abney
- Lac Abram (District de Kenora)
- Lac Abram (District de Cochrane)
- Lac Abs

## Ac
- Lac Acanthus
- Lac Ace (District de Thunder Bay)
- Lac Ace (District de Sudbury)
- Lac Acer
- Lac Achapi
- Lac Acheson  (District de Rainy River)
- Lac Acheson  (District de Sudbury)
- Lac Achigan
- Lac Acid
- Lac Acker
- Lac Ackerman
- Lac Acme  (District d'Algoma)
- Lac Acme  (District de Nipissing)
- Lac Acolyte
- Lac Aconda
- Lac Acorn
- Lac Acre
- Lac Acton
- Lac Acton Pond

## Ad
- Lac Ada (District de Muskoka)
- Lac Ada (District de Sudbury)
- Lac Ada (District de Thunder Bay)
- Lac Adagio
- Lac Adair (District de Kenora)
- Lac Adair (Adrian Township, District de Thunder Bay)
- Lac Adair (Sound Creek, District deThunder Bay )
- Lac Adam
- Lac Adamac
- Lac Adamhay
- Lac Adams (District de Muskoka)
- Lac Adams (Comté de Lanark)
- Lac Adams (Comté de Renfrew )
- Lac Adams (District de Sudbury )
- Lac Adams (Comté de Haliburton )
- Lac Adamson (District de Témiskaming )
- Lac Adamson (District de Kenora )
- Lac Adanac
- Lac Add
- Lac Addie
- Lac Addington
- Lac Addison (District de Thunder Bay )
- Lac Addison (District de Sudbury )
- Lac Adel
- Lac Adelaide (District de Sudbury)
- Lac Adelaide (District d'Algoma )
- Lac Adelard
- Lac Adele
- Lac Adik
- Lac Adios
- Lac Admiral
- Lac Admit
- Lac Adobe
- Lac Adrian
- Lac Adrienne
- Lac Adventure
- Lac Adze

## Ae - Af
- Lac Aegean
- Lac Aerial (District de Kenora)
- Lac Aerial (District de Thunder Bay)
- Lac Aerobus
- Lac Aerofoil
- Lac Aeroplane
- Lac Affleck (District de Kenora)
- Lac Affleck (District de Sudbury)
- Lac A-frame

## Ag
- Lac Agam
- Lac Agar
- Lac Agassiz
- Lac Agate (Comté de Peterborough)
- Lac Agate (District de Thunder Bay)
- Lac Agate (District de Cochrane)
- Lac Agawa
- Lac Agawa Station
- Lac Agimak
- Lac Agnes (District de Rainy River)
- Lac Agnes (District de Parry Sound)
- Lac Agnew (District de Sudbury)
- Lac Agnew (District de Kenora)
- Lac Agonzon
- Lac Agreen
- Lac Aguasabon
- Lac Ague
- Lac Agusada
- Lac Agusk
- Lac Agutua

## Ah - Ai
- Lac Ahdik
- Lac Ahern
- Lac Ahmabel
- Lac Ahme
- Lac Ahmic
- Lac Ahsine
- Lac Aiabewatik
- Lac Aide
- Lac Aikens
- Lac Aikman
- Lac Aileen
- Lac Ainslie
- Lac Air Hole
- Lac Aird
- Lac Airplane (District de Sudbury)
- Lac Airplane (District d'Algoma)
- Lac Airport (District d'Algoma)
- Lac Airport (District de Thunder Bay)
- Lac Airstrip
- Lac Airy
- Lac Aitken (District d'Algoma)
- Lac Aitken (District de Cochrane)

## Aj–Ak
- Lac Ajax
- Lac Akandamo
- Lac Akebia
- Lac Akey
- Lac Aki
- Lac Akin
- Lac Akonesi
- Lac Akonewi
- Lac Akow
- Lac Akron
- Lac Akweskwa

## Al
- Lac Alabama
- Lac Alaska's
- Lac Alba
- Lac Albert (District de Kenora)
- Lac Albert (District d'Algoma)
- Lac Albert (Lahontan, District de Thunder Bay )
- Lac Albert (Fleming Township, District de Rainy River)
- Lac Albert (Burntside Lake, District de Rainy River)
- Lac Albert (Arnott Lake, District de Thunder Bay)
- Lac Albert (Gzowski, District de Thunder Bay)
- Lac Albert (comté Renfrew)
- Lac Alberta
- Lac Albion
- Lac Alces
- Lac Alco
- Lac Alcock
- Lac Alcona
- Lac Alcorn
- Lac Alden (Martel , District d'Algoma )
- Lac Alden (Corbriere, District d'Algoma)
- Lac Alder (comté Peterborough)
- Lac Alder (Région de Waterloo)
- Lac Alder (District de Kenora)
- Lac Alder (District de Nipissing)
- Lac Aldon
- Lac Aldous
- Lac Aldred
- Lac Aldridge
- Lac Ale
- Lac Aleck
- Lac Alex (District d'Algoma )
- Lac Alex (District de Kenora)
- Lac Alex (District de Cochrane)
- Alexander (District de Nipissing)
- Lac Alexander (Hughson, District d'Algoma)
- Lac Alexander (District de Kenora)
- Lac Alexander (District de Cochrane)
- Lac Alexander (Duncan, District d'Algoma)
- Lac Alexander (District de Sudbury)
- Lac Alexander (District de Témiskaming)
- Lac Alexandra
- Lac Alexandre
- Lac Alexis
- Lac Alf (Laughren District d'Algoma)
- Lac Alf (Marjorie Township, District d'Algoma)
- Lac Alfes
- Lac Alford (Morah Lake, District de Kenora)
- Lac Alford (Graves, District de Kenora)
- Lac Alfred (District de Kenora)
- Lac Alfred (District de Nipissing)
- Lac Alfred (District de Thunder Bay)
- Lac Alfreda
- Lac Alga
- Lac Algocen
- Lac Algonquin
- Lac Alguire
- Lac Alice (District de Kenora)
- Lac Alice (Dickson, District de Nipissing)
- Lac Alice (Ashley, District d'Algoma)
- Lac Alice (Grand Sudbury)
- Lac Alice (District de Témiskaming)
- Lac Alice (District de Rainy River)
- Lac Alice (Leclaire, District d'Algoma)
- Lac Alice (Gaudry, District d'Algoma)
- Lac Alice (Hartle, District de Nipissing)
- Lac Alice (District de Sudbury)
- Lac Alike
- Lac Alister
- Lac Aljo
- Lac Alkenore
- Lac Allan (Rowan Lake, District de Kenora)
- Lac Allan (Temagami)
- Lac Allan (Clifford, District de Cochrane)
- Lac Allan (Fitzgerald, District de Nipissing)
- Lac Allan (District de Rainy River)
- Lac Allan (District de Thunder Bay)
- Lac Allan (Neely, District de Cochrane)
- Lac Allan (Sioux Lookout)
- Lac Allan (McEachern Lake, District de Cochrane)
- Lac Allan Park Trout Pond
- Lac Allard (Olink Lake, District de Thunder Bay)
- Lac Allard (District d'Algoma)
- Lac Allard (Seseganaga Lake, District de Thunder Bay)
- Lac Allbright
- Lac Allely
- Lac Allen (District de Rainy River)
- Lac Allen (Killarney)
- Lac Allen (Riggs, District d'Algoma)
- Lac Allen (Hughson, District d'Algoma)
- Lac Allen  (Corbiere , District d'Algoma)
- Lac Allen (comté Haliburton )
- Lac Allen (Blind River)
- Lac Allen (Comté Hastings)
- Lac Allen (Cunningham , District de Sudbury)
- Lac Allen
- Lac Allenby
- Lac Allens
- Lac Alligator
- Lac Allin (District de Sudbury)
- Lac Allin (District de Kenora )
- Lac Allison
- Lac aux Allumette
- Lac Alluring
- Lac Alm
- Lac Alma (District de Thunder Bay)
- Lac Alma (District de Témiskaming )
- Lac Alma (District de Sudbury)
- Lac Alma (District d'Algoma)
- Lac Almo
- Lac Almon
- Lac Almonte
- Lac Alonghill
- Lac Alpha
- Lac Alpha (Athelstane Creek, District de Thunder Bay)
- Lac Alpha (District d'Algoma)
- Lac Alpha (Dwight Lake, District de Thunder Bay)
- Lac Alpha (District de Sudbury)
- Lac Alpine (District d'Algoma )
- Lac Alpine (District de Cochrane)
- Lac Alport
- Lac Alsever
- Lac Alston Lake (District de Sudbury)
- Lac Alston (District de Kenora)
- Lac Altar
- Lac Altimeter
- Lac Altitude
- Lac Alto
- Lac Alton
- Lac Alva
- Lac Alvin
- Lac Alwyn

## Am
- Lac Amable
- Lac Amaleen
- Lac Amanda
- Lac Ambrose (District de Thunder Bay)
- Lac Ambrose (District d'Algoma)
- Lac Amelia (District d'Algoma)
- Lac Amelia (District de Sudbury)
- Lac Ameliasburg Mill Pond
- Lac American Cabin
- Lac Ames
- Lac Amesdale
- Lac Ameson
- Lac Amethyst
- Lac Amik (District d'Algoma)
- Lac Amik (District de Rainy River)
- Lac Amik (District de Cochrane)
- Lac Amik (Max Creek, District de Thunder Bay)
- Lac Amik (District de Kenora )
- Lac Amik (Greenstone)
- Lac Amikeus
- Lac Amikogaming
- Lac Amikougami
- Lac Amlin
- Lac Amoeba
- Lac Amos (District de Thunder Bay)
- Lac Amos (District de Sudbury)
- Lac Amos (District de Témiskaming)
- Lac Amp
- Lac Amra
- Lac Amwri
- Lac Amy (District de Sudbury)
- Lac Amy (District d'Algoma)
- Lac Amylou
- Lac Amyoa

## An
- Lac Ana
- Lac Anahareo
- Lac Anape
- Lac Anaway
- Lac Anchor (District de Rainy River)
- Lac Anchor (District de Kenora)
- Lac Anchor (District de Cochrane)
- Lac Anchor (District de Sudbury)
- Lac Ancliff
- Lac Anders
- Lac Andersen
- Lac Anderson (Tolstoi, District de Cochrane)
- Lac Anderson (Favell Lake, District de Cochrane)
- Lac Anderson (District de Nipissing)
- Lac Anderson (Sturgeon Lake, District de Thunder Bay)
- Lac Anderson (District de Sudbury)
- Lac Anderson (Wawa)
- Lac Anderson (District de Témiskaming)
- Lac Anderson (Black River-Matheson)
- Lac Anderson (St. Ignace Island, District de Thunder Bay)
- Lac Anderson (Kwetabohigan River, District de Cochrane)
- Anderson Lake (Frost Township, Algoma District)
- Lac Anderson (Shuniah)
- Lac Anderson (Anderson, District d'Algoma)
- Lac Anderson (MacFie, District de Kenora)
- Lac Anderson (comté Haliburto)
- Lac Anderson (Anderson Creek, District de Kenora)
- Lac Anderson (comté Lanark)
- Lac Anderson (comté Grey)
- Lac Anderson (Ontario–Manitoba)
- Lac Anderson Pond
- Lac Andre
- Lac Andress
- Lac Andrew (District de Cochrane)
- Lac Andrew (comté Lanark)
- Lac Andrews (Colquhoun, District de Cochrane)
- Lac Andrews (District de Sudbury)
- Lac Andrews (District de Rainy River)
- Lac Andrews (Kawartha Lakes)
- Lac Andrews (McCool, District de Cochrane)
- Lac Androsace
- Lac Andy (Long Lake, District de Kenora)
- Lac Andy (District de Thunder Bay)
- Lac Andy (District de Témiskaming)
- Lac Andy (District de Sudbury)
- Lac Andy (Sioux Narrows-Nestor Falls)
- Lac Andy Thompson
- Lac Anelia
- Lac Anenimus
- Lac Aneroid
- Lac Angekum
- Lac Angel (Stewart Creek, District de Thunder Bay)
- Lac Angel (District de Muskoka)
- Lac Angel (Tuuri, District de Thunder Bay )
- Lac Angela
- Lac Angelina
- Lac Anger
- Lac Angle (District d'Algoma)
- Lac Angle (District de Thunder Bay)
- Lac Angle (District de Sudbury)
- Lac Angler
- Lac Angling
- Lac Angood
- Lac Angus (District de Nipissing)
- Lac Angus (District de Sudbury)
- Lac Angus (District d'Algoma)
- Lac Anibel
- Lac Anima Nipissing
- Lac Animons
- Lac Animoosh
- Lac Anishinabi
- Lac Anita (District d'Algoma)
- Lac Anita (Manitoba–Ontario)
- Lac Anizev
- Lac Anjigame
- Lac Anjigami
- Lac Anjigaming
- Lac Ankcorn
- Lac Ankrom
- Lac Ann (Redditt, District de Kenora)
- Lac Ann (District de Sudbury)
- Lac Ann (District d'Algoma )
- Lac Ann (Rice, District de Kenora)
- Lac Anna (Ontario)
- Lac Anna Lee
- Lac Annable
- Lac Annas
- Lac Anne
- Lac Annette (Armistice Creek, District de Thunder Bay)
- Lac Annette (Greenstone)
- Lac Annex (District de Sudbury )
- Lac Annex (District d'Algoma)
- Lac Annibal
- Lac Annie (Halliday, District de Sudbury )
- Lac Annie (District de Muskoka)
- Lac Annie (District de Kenora)
- Lac Annie (Killarney)
- Lac Annie (Algoma District)
- Lac Annies
- Lac Annimwash
- Lac Annis
- Lac Anns
- Lac Another
- Lac Anrev
- Lac Ans
- Lac Ansell
- Lac Anselmi
- Lac Ansig
- Lac Anson (District de Kenora)
- Lac Anson (comté Haliburton)
- Lac Anstey
- Lac Anstruther
- Lac Ant Island
- Lac Ante
- Lac Anteater
- Lac Antenna
- Lac Anthemis
- Lac Anthony
- Lac Antler (Brightsand River, District de  Thunder Bay)
- Lac Antler (District de Sudbury)
- Lac Antler (St. Ignace Island, District de Thunder Bay)
- Lac Antler (comté Renfrew)
- Lac Antler (Lahontan, District de Thunder Bay)
- Lac Antler (Meinzinger Township, District de Thunder Bay)
- Lac Antler (District de Kenora)
- Lac Antoine (District de Rainy River)
- Lac Antoine (District d'Algoma)
- Lac Antoine (comté Frontenac)
- Lac Antoine (District de Nipissing)
- Lac Anton
- Lac Antrim
- Lac Anubis
- Lac Anvil (District de Témiskaming)
- Lac Anvil Lake (District d'Algoma)

## Ap - Aq
- Lac Apex (District de Témiskaming)
- Lac Apex (District de Kenora)
- Lac Apisabigo
- Lac Apitu
- Lac Apollo
- Lac Appelle
- Lac Appelo
- Lac Appendix
- Lac Apple (Shawanaga, District de Parry Sound)
- Lac Apple (District de Nipissing)
- Lac Apple (Whitestone)
- Lac Appleby
- Lac Applesauce
- Lac Apps
- Lac April
- Lac Apsey
- Lac Apsley
- Lac Apukwa
- Lac Apungsisagen
- Lac Aquarius
- Lac Aquatuk
- Lac Aquiline

## Ar
- Lac Ara
- Lac Arab
- Lac Arabella
- Lac Arabi
- Lac Aragon
- Lac Aralia
- Lac Aramis
- Lac Arbeesee
- Lac Arber
- Lac Arbour
- Lac Arbuckle
- Lac Arbutus (District de Nipissing)
- Lac Arbutus (District de Sudbury)
- Lac Arc
- Lac Arcand
- Lac Archambeau
- Lac Archer
- Lac Archibald
- Lac Archie
- Lac Archie's
- Lac Archies
- Lac Arcol
- Lac Arden (District de Sudbury)
- Lac Arden (comté Frontenac)
- Lac Ardis
- Lac Ardoch
- Lac Aremis
- Lac Arethusa
- Lac Argo (District d'Algoma District)
- Lac Argo (District de Rainy River District)
- Lac Argo (District deCochrane District)
- Lac Argon
- Lac Argosy (District de Kenora)
- Lac Argosy (District d'Algoma)
- Lac Argue (District de Nipissing)
- Lac Argue (District de Parry Sound)
- Lac Arguing
- Lac Argyle
- Lac Arib
- Lac Aries
- Lac Ariott
- Lac Arkon
- Lac Arliss
- Lac Arlotte
- Lac Arm (Comox, District de Sudbury)
- Lac Arm ( District de Thunder Bay)
- Lac Arm (Foy, District de Sudbury)
- Lac Arm ( District de Kenora)
- Lac Armatta
- Lac Armer
- Lac Armes
- Lac Armin
- Lac Armishaw
- Lac Armistice
- Lac Armit
- Lac Armitage Lake (District d'Algoma District)
- Lac Armitage Lake (District de Kenora District)
- Lac Armitage Lake (District de Cochrane District)
- Lac Armour Lake (District d'Algoma District)
- Lac Armour Lake (Armour Creek, District de Kenora District)
- Lac Armour Lake (Mackie Lake, District de Kenora District)
- Lac Arms Lake (District de Rainy River District)
- Lac Arms Lake (District de Thunder Bay )
- Lac Armstrong Lake (District d'Algoma)
- Lac Armstrong Lake (Totten, District de Sudbury)
- Lac Armstrong Lake (Nickels Lake, District de Kenora)
- Lac Armstrong Lake (Penhorwood, District de Sudbury)
- Lac Armstrong (Redditt, District de Kenora)
- Lac Armstrong (District de Thunder Bay)
- Lac Armstrong (District deParry Sound)
- Lac Armstrongs
- Lac Army Lake (District de Kenora )
- Lac Army Lake (District d'Algoma )
- Lac Arneil Lake
- Lac Arneson Lake
- Lac Arnold Lake (District de Rainy River )
- Lac Arnold Lake (District de Sudbury)
- Lac Arnot Lake
- Lac Arnott Lake (District de Parry Sound)
- Lac Arnott Lake (District d'Algoma )
- Lac Arnott Lake (comté Lennox et Addington)
- Lac Arnott Lake (District de Thunder Bay)
- Lac Arnston Lake
- Lac Aronson Lake
- Lac Arp Lake
- Lac Arpin Lake
- Lac Arps Lake
- Lac Arran Lake
- Lac Arras Lake
- Lac Arrell Lake
- Lac Arril Lake
- Lac Arrow  (District de Cochrane)
- Lac Arrow  (Papineau-Cameron)
- Lac Arrow  (Arrow River, District de Thunder Bay)
- Lac Arrow  (Pentland Township, District de Nipissing)
- Lac Arrow  (Wapikaimaski Lake, District de Thunder Bay)
- Lac Arrow  (District de Kenora )
- Lac Arrowhead (District de Muskoka)
- Lac Arrowhead (District d'Algoma)
- Lac Arrowhead (District de Thunder Bay)
- Lac Arrowhead (District de Kenora)
- Lac Arrowroot
- Lac Arsenic
- Lac Art (Rawn Lake, District de Rainy River)
- Lac Art (comté Haliburton)
- Lac Art (Atikokan)
- Lac Artery
- Lac Arthur (District de Cochrane)
- Lac Arthur (District de Parry Sound)
- Lac Arthur (District d'Algoma)
- Lac Arthur (District de Témiskaming)
- Lac Artie
- Lac Artist
- Lac Arundel
- Lac Arva
- Lac Aryhart

## As
- Lac Ascalon
- Lac Ash (Marsh, District de Sudbury )
- Lac Ash (District de Kenora )
- Lac Ash (District de Rainy River)
- Lac Ash (Yeo, District de Sudbury)
- Lac Ashball
- Lac Ashburn
- Lac Ashby
- Lac Ashby White
- Lac Asheigamo
- Lac Ashigami
- Lac Ashkewe
- Lac Ashley
- Lac Ashmore (Priske, District de Thunder Bay)
- Lac Ashmore (Greenstone)
- Lac Ashton
- Lac Asinn
- Lac Asio
- Lac Asipoquobah
- Lac Askwith
- Lac Asp
- Lac Assapan
- Lac Asselin
- Lac Assin (Pipestone River, District de Kenora)
- Lac Assin (Broderick, District de Kenora)
- Lac Assinamish
- Lac Assinkepatakiso
- Lac Aster
- Lac Aster Pond
- Lac Aston
- Lac Astonish
- Lac Astrolabe
- Lac Astrop

## At
- Lac Atekepi
- Lac Athelstane
- Lac Athlone
- Lac Athos
- Lac Atigogama
- Lac Atik (District de Kenora)
- Lac Atik (District de Thunder Bay)
- Lac Atik (District d'Algoma District)
- Lac Atikameg (Atikameg, District de Thunder Bay)
- Lac Atikameg (District de Kenora)
- Lac Atikameg (Danford, District de Thunder Bay)
- Lac Atikamik
- Lac Atikasibi
- Lac Atikokiwam
- Lac Atikomik
- Lac Atikwa
- Lac Atim
- Lac Atkins (District de Muskoka)
- Lac Atkins (comtés Leeds et Grenville United)
- Lac Atkins (District de Rainy River)
- Lac Atkinson
- Lac Atlantic
- Lac Atom
- Lac Atomic
- Lac Attach
- Lac Attack
- Lac Attawapiskat
- Lac Attraction
- Lac Attwood
- Lac Atwood

## Au
- Lac Aubin
- Lac Aubrey (Aubrey, District de Kenora)
- Lac Aubrey (District d'Algoma)
- Lac Aubrey (Comté de Haliburton)
- Lac Aubrey (Benedickson, District de Kenora)
- Lac Auden
- Lac Audette
- Lac Audrea
- Lac Audrey (Fauquier-Strickland)
- Lac Audrey (District d'Algoma)
- Lac Audrey (Wacousta, District de Cochrane)
- Lac Auger (Comté de Haliburton)
- Lac Auger (District de Cochrane)
- Lac Auger (District de Thunder Bay)
- Lac Augite
- Lac August (District de Thunder Bay)
- Lac August (District de Kenora)
- Lac Augusta (District de Sudbury)
- Lac Augusta (District de Thunder Bay)
- Lac Auld (District de Sudbury)
- Lac Auld (District de Timiskaming)
- Lac Ault
- Lac Aumond
- Lac Aura Lee
- Lac Aurel
- Lac Aurora (District de Timiskaming)
- Lac Aurora (District de Nipissing)
- Lac Austen
- Lac Austin (Kenora)
- Lac Austin (Austin Creek, District de Kenora)
- Lac Austin (Kehoe, District d'Algoma)
- Lac Austin (Corboy, District d'Algoma)
- Lac Austin (District de Sudbury)
- Lac Austin (Comté de Haliburton)
- Lac Austins

## Av - Az
- Lac Ava
- Lac Avery (District de Kenora)
- Lac Avery (Comté de Haliburton)
- Lac Avery (District de Sudbury)
- Lac Avery's
- Lac Avey
- Lac Avis (District de Parry Sound)
- Lac Avis (District de Kenora)
- Lac Avon
- Lac Awad
- Lac Awameg
- Lac Awkward
- Lac Awl
- Lac Awning
- Lac Axe (McEwing, District d'Algoma)
- Lac Axe (Comté de Renfrew)
- Lac Axe (Redditt, District de Kenora)
- Lac Axe (District de Thunder Bay)
- Lac Axe (District de Parry Sound)
- Lac Axe (District de Sudbury)
- Lac Axe (Gould, District d'Algoma)
- Lac Axe (Severn River, District de Kenora)
- Lac Axle
- Lac Axton
- Lac Ayah
- Lac Aylen
- Lac Aylsworth
- Lac A.Y. Jackson
- Lac Ayotte
- Lac Azadi
- Lac Azen
- Lac Azure (District de Sudbury)
- Lac Azure (District de Kenora)